# Discografia de Os Incríveis
A Discografia de Os Incríveis consiste em 16 álbuns de estúdio, 2 álbuns ao vivo, 11 coletâneas musicais, 1 álbum de vídeo, 16 compactos duplos, 34 compactos simples, e 1 trilha sonora. A banda brasileira de rock Os Incríveis foi formada em 1962 por Domingos Orlando (Mingo), Waldemar Mozena (Risonho), Manito, Demerval Teixeira Rodrigues (Neno) e Netinho. No início da carreira, utilizavam o nome The Clevers, mas após um desentendimento com o seu empresário na época, tiveram que trocar o nome da banda. Com o nome original, lançaram 4 álbuns de estúdio, todos pelo selo Continental: Encontro com The Clevers, de 1963; Os Incríveis, de 1964; Os Incriveis Vol. 2, também de 1964; e Dançando com The Clevers - Os Incríveis Vol. 3, de 1965. Após a troca do nome da banda, passam uma temporada de 10 meses na Argentina, onde lançam pela CBS Argentina Los Increíbles, em 1965. Quando decidem voltar ao Brasil, Neno resolve sair da banda, sendo substituído por Lídio Benvenutti Júnior (Nenê). Com a nova formação, lançam, em 1966, Os Incríveis, e, em 1967, Os Incriveis Neste Mundo Louco, trilha sonora do filme homônimo dirigido por Brancato Júnior e último álbum a sair pela sua primeira gravadora, a Continental.
Em 1967, lançam Para os Jovens que Amam os Beatles, Rolling Stones e... Os Incríveis, primeiro álbum da banda pela sua nova gravadora, a RCA, e maior sucesso do grupo até então, puxado pelo sucesso radiofônico de "Era Um Garoto Que Como Eu Amava os Beatles e os Rolling Stones". Em 1968 e 1969, lançam, respectivamente, Os Incríveis Internacionais e Os Incríveis, continuando a fazer sucesso com canções e temas instrumentais. Em 1970, lançam Os Incríveis que contém o maior sucesso da carreira da banda, "Eu Te Amo, Meu Brasil". Na esteira do sucesso desta canção, a pressão de imprensa, governo e gravadora aumenta e Risonho sai da banda, sendo substituído por Aroldo Santarosa. Com esta formação, gravam 1910, mas, devido às pressões externas, a banda encerra suas atividades no início do ano seguinte.
Em 1973, Mingo, Nenê e Risonho resolvem retornar com o grupo e lançam Mingo, Nenê e Risonho, apoiados por músicos de estúdio. Com esta formação, a banda lança, ainda, Isso É a Felicidade, de 1975, e Os Sucessos das Paradas, de 1979. Em 1981, Netinho e Manito retornam e o grupo lança um último disco com essa formação: Os Incríveis. Após breves reuniões de alguns membros da banda para shows no início da década de 1990, Netinho reforma a banda em 1995 para o evento Novo de Novo, produzido pelo baterista em homenagem aos 30 anos do início do programa Jovem Guarda. A nova formação conta com Netinho, Manito, Leandro Weingaertner e Sandro Haick e passam a se apresentar esporadicamente até 2010. Em 2001, lançam Os Incríveis ao Vivo, pela Continental East West, primeiro álbum ao vivo do grupo. Em 2010, Manito sai da banda devido a problemas de saúde, entrando Wilson Teixeira e Rubinho Ribeiro. Com esta formação, a banda grava um novo registro ao vivo pela gravadora Eldorado, em 2015, Netinho Comemora 50 Anos de Os Incríveis (Ao Vivo) - saindo, também, em DVD - e um novo álbum de estúdio, em 2018, A Paz É Possível, pelo selo Discobertas, sendo este o último lançamento da banda até então.

## Álbuns de estúdio

### Como The Clevers
| Detalhes                                                                                                 | Melhores posições | Vendas | Certificações |
| --- | ----------------- | ------ | ------------- |
| Encontro com The Clevers (Twist) - Lançamento: 1963 - Gravadora: Continental - Formato: LP               | —                 | —      | —             |
| Os Incriveis - Lançamento: 1964 - Gravadora: Continental - Formato: LP                                   | —                 | —      | —             |
| Os Incriveis Vol. 2 - Lançamento: 1964 - Gravadora: Continental - Formato: LP                            | —                 | —      | —             |
| Dançando com The Clevers - Os Incríveis Vol. 3 - Lançamento: 1965 - Gravadora: Continental - Formato: LP | —                 | —      | —             |

### Como Os Incríveis
| Detalhes | Melhores posições | Vendas | Certificações |
| --- | ----------------- | ------ | ------------- |
| Los Increíbles - Lançamento: 1965 - Gravadora: CBS Argentina - Formato: LP                                             | —                 | —      | —             |
| Os Incríveis - Lançamento: 1966 - Gravadora: Continental - Formato: LP                                                 | —                 | —      | —             |
| Para os Jovens que Amam os Beatles, Rolling Stones e... Os Incríveis - Lançamento: 1967 - Gravadora: RCA - Formato: LP | —                 | —      | —             |
| Os Incríveis Internacionais - Lançamento: 1968 - Gravadora: RCA - Formato: LP                                          | —                 | —      | —             |
| Os Incríveis - Lançamento: 1969 - Gravadora: RCA - Formato: LP                                                         | —                 | —      | —             |
| Os Incríveis - Lançamento: 1970 - Gravadora: RCA - Formato: LP                                                         | —                 | —      | —             |
| 1910 - Lançamento: 1971 - Gravadora: RCA - Formato: LP                                                                 | —                 | —      | —             |
| Mingo, Nenê e Risonho - Lançamento: 1973 - Gravadora: RCA - Formato: LP                                                | —                 | —      | —             |
| Isso É a Felicidade - Lançamento: 1975 - Gravadora: RCA - Formato: LP                                                  | —                 | —      | —             |
| Os Sucessos das Paradas - Lançamento: 1979 - Gravadora: RCA - Formato: LP                                              | —                 | —      | —             |
| Os Incríveis - Lançamento: 1981 - Gravadora: RCA - Formato: LP                                                         | —                 | —      | —             |
| A Paz É Possível - Lançamento: 2018 - Gravadora: Discobertas - Formato: CD                                             | —                 | —      | —             |

## Álbuns ao vivo
| Detalhes                                                                                                  | Melhores posições | Vendas | Certificações |
| --- | ----------------- | ------ | ------------- |
| Os Incríveis ao Vivo - Lançamento: 2001 - Gravadora: Continental East West - Formato: CD                  | —                 | —      | —             |
| Netinho Comemora 50 Anos de Os Incríveis (ao Vivo) - Lançamento: 2015 - Gravadora: Eldorado - Formato: CD | —                 | —      | —             |

## Coletânea musical
| Detalhes                                                                                       | Melhores posições | Vendas | Certificações |
| ---------------------------------------------------------------------------------------------- | ----------------- | ------ | ------------- |
| Os Incríveis the Clevers - Lançamento: 1968 - Gravadora: Musicolor - Formato: LP               | —                 | —      | —             |
| Os Incríveis e Seus Maiores Sucessos - Lançamento: 1976 - Gravadora: RCA - Formato: LP         | —                 | —      | —             |
| Os Incríveis - Lançamento: 1977 - Gravadora: RCA - Formato: LP                                 | —                 | —      | —             |
| Os Incríveis - Lançamento: 1995 - Gravadora: RCA - Formato: CD                                 | —                 | —      | —             |
| O Melhor de Os Incríveis - Lançamento: 1997 - Gravadora: RCA - Formato: CD                     | —                 | —      | —             |
| O Essencial de Os Incríveis - Lançamento: 1999 - Gravadora: RCA - Formato: CD                  | —                 | —      | —             |
| Os Incríveis - Lançamento: 2001 - Gravadora: RCA - Formato: CD                                 | —                 | —      | —             |
| Isso É a Felicidade / Pelos Caminhos do Rock - Lançamento: 2001 - Gravadora: RCA - Formato: CD | —                 | —      | —             |
| Os Incríveis - Lançamento: 2001 - Gravadora: RCA - Formato: CD                                 | —                 | —      | —             |
| Os Incríveis - Lançamento: 2001 - Gravadora: Continental East West - Formato: CD               | —                 | —      | —             |
| Os Incríveis - Lançamento: 2005 - Gravadora: Sony - Formato: CD                                | —                 | —      | —             |

## Álbuns de vídeo
| Detalhes                                                                                                   | Melhores posições | Vendas | Certificações |
| --- | ----------------- | ------ | ------------- |
| Netinho Comemora 50 Anos de Os Incríveis (ao Vivo) - Lançamento: 2015 - Gravadora: Eldorado - Formato: DVD | —                 | —      | —             |

## Compactos duplos (EP's)

### Como The Clevers
| Ano  | Compacto duplo | Melhores posições | Vendas | Certificações | Álbum                            |
| ---- | --- | ----------------- | ------ | ------------- | -------------------------------- |
| 1964 | Encontro com The Clevers (Twist) (Continental) Lado A: El Relicario / Afrika Lado B: Maria Cristina / Candy Dancer     | —                 | —      | —             | Encontro com The Clevers (Twist) |
| 1964 | The Clevers com Hully Gully (Continental) Lado A: Venus / Night Drives Lado B: The Intruder / One More Time            | —                 | —      | —             | Os Incriveis The Clevers         |
| 1964 | The Clevers Internacional (Continental) Lado A: Datemi un Martello / Sul Cucuzzolo Lado B: E Parabéns a Você / Michael | —                 | —      | —             | —                                |
| 1964 | Veneno (Continental) Lado A: Veneno / Jalousie Lado B: La Cucaracha / Olhos Negros                                     | —                 | —      | —             | —                                |
| 1965 | Sensacional (Continental) Lado A: Jezebel / Lolita Ya Ya Lado B: Unchained Melody / Torlido                            | —                 | —      | —             | —                                |

### Como Os Incríveis
| Ano  | Compacto duplo | Melhores posições | Vendas | Certificações | Álbum                                                                |
| ---- | --- | ----------------- | ------ | ------------- | -------------------------------------------------------------------- |
| 1967 | Os Incríveis (Continental) Lado A: Cavalgada / Tic Ti Tic Lado B: Flamenco / Lucille | —                 | —      | —             | —                                                                    |
| 1967 | Os Incríveis (RCA) Lado A: Minha Oração / Nosso Abraço Aos Beatles E Aos Rolling Stones Lado B: Nosso Abraço aos Beatles e aos Rolling Stones / Era Um Garoto Que Como Eu Amava os Beatles e os Rolling Stones                 | —                 | —      | —             | Para os Jovens que Amam os Beatles, Rolling Stones e... Os Incríveis |
| 1967 | Os Incriveis Neste Mundo Louco (Continental) Lado A: Piangi Com Me / Don Pepe Legal Lado B: La Fisarmonica / Renascerá | —                 | —      | —             | Os Incriveis Neste Mundo Louco                                       |
| 1968 | O Milionário (Continental) Lado A: O Milionário / I Know My Place Lado B: Tua Voz / Geronimo | —                 | —      | —             | —                                                                    |
| 1968 | Os Incríveis no Japão (RCA) Lado A: Kokorono-Niji (Arco-íris Azul) / Tokyo, I Love You Lado B: Sayonara, Sayonara / O Milionário                                                                                               | —                 | —      | —             | —                                                                    |
| 1968 | Os Incríveis (RCA) Lado A: Mundo Louco / Molambo Lado B: E se Nos Disserem / Vai, Meu Bem | —                 | —      | —             | —                                                                    |
| 1970 | Os Incríveis (RCA) Lado A: Que Coisa Linda / Vendedor de Bananas Lado B: Maria José / Belinda | —                 | —      | —             | —                                                                    |
| 1971 | Sem Vergonheira (RCA) Lado A: Sem Vergonheira / Canção Dos Emigrantes Lado B: Viva Santo Antônio / Venha Nos Amar | —                 | —      | —             | 1910                                                                 |
| 1975 | Os Incríveis (RCA) Lado A: Quando Amanhece / Debaixo da Cachoeira Lado B: Caminhemos / A Estrela de David | —                 | —      | —             | —                                                                    |
| 1976 | Trabalho e Paz: de Mãos Dadas É mais Fácil (RCA) Lado A: Marcas do Que Se Foi / Pindorama Lado B: Este É o Meu Brasil / Este É um País Que Vai pra Frente                                                                      | —                 | —      | —             | —                                                                    |
| 1982 | Os Incríveis (RCA) Lado A: Pot-Pourri: O Vagabundo / Vendedor de Bananas / O Milionário / Eu Te Amo, Meu Brasil / Era Um Garoto Que Como Eu Amava os Beatles e os Rolling Stones Lado B: Terror dos Namorados ( Melô do Beijo) | —                 | —      | —             | Os Incríveis                                                         |

## Compactos simples (singles)

### Como The Clevers

#### Discos de 78 rotações
| Ano  | Compacto simples                                           | Melhores posições | Vendas | Certificações | Álbum                            |
| ---- | ---------------------------------------------------------- | ----------------- | ------ | ------------- | -------------------------------- |
| 1963 | Afrika / El Relicario (Continental)                        | —                 | —      | —             | Encontro com The Clevers (Twist) |
| 1963 | I Want You Baby / Look at My Eyes (Continental)            | —                 | —      | —             | Os Incriveis                     |
| 1963 | El Novillero / Maria Cristina (Continental)                | —                 | —      | —             | Os Incriveis                     |
| 1964 | Jalousie / Veneno (Continental)                            | —                 | —      | —             | Os Incriveis Vol. 2              |
| 1964 | Il Tancaccio / Clever's Surf (Continental)                 | —                 | —      | —             | Os Incriveis Vol. 2              |
| 1964 | Menina dos Sonhos Meus / Se Mi Vuoi Lasciari (Continental) | —                 | —      | —             | Os Incriveis Vol. 2              |

#### Discos de vinil de 7 polegadas
| Ano  | Compacto simples                           | Melhores posições | Vendas | Certificações | Álbum |
| ---- | ------------------------------------------ | ----------------- | ------ | ------------- | ----- |
| 1965 | In Ginocchio da Te / Raunchy (Continental) | —                 | —      | —             | —     |

### Como Os Incríveis
| Ano  | Compacto simples                                                         | Melhores posições | Vendas | Certificações | Álbum                                                                |
| ---- | ------------------------------------------------------------------------ | ----------------- | ------ | ------------- | -------------------------------------------------------------------- |
| 1965 | Cavalgada / La Yenka (Continental)                                       | —                 | —      | —             | —                                                                    |
| 1965 | Tua Voz (Plus Je T'entends) / Lucille (Continental)                      | —                 | —      | —             | Os Incríveis                                                         |
| 1966 | Feliz Foi Adão / Piangi com Me (Continental)                             | —                 | —      | —             | —                                                                    |
| 1967 | Era Um Garoto Que Como Eu Amava os Beatles e os Rolling Stones (RCA)     | —                 | —      | —             | Para os Jovens que Amam os Beatles, Rolling Stones e... Os Incríveis |
| 1968 | Israel / Molambo (RCA)                                                   | —                 | —      | —             | Os Incríveis Internacionais                                          |
| 1968 | Kokorono-Niji (Arco-íris Azul) / O Milionário (RCA)                      | —                 | —      | —             | Os Incríveis Internacionais                                          |
| 1968 | Sayonara, Sayonara / Perdi Você (RCA)                                    | —                 | —      | —             | Os Incríveis Internacionais                                          |
| 1969 | Tan-Tan / Embora (RCA)                                                   | —                 | —      | —             | Os Incríveis                                                         |
| 1969 | O Vagabundo / Santa Lúcia (RCA)                                          | —                 | —      | —             | Os Incríveis                                                         |
| 1970 | Que Coisa Linda / Vendedor de Bananas (RCA)                              | —                 | —      | —             | Os Incríveis                                                         |
| 1970 | Herbie / Se o Meu Fusca Falasse (RCA)                                    | —                 | —      | —             | —                                                                    |
| 1970 | Vou pra Beira do Mar Esperar o Sol (RCA)                                 | —                 | —      | —             | Os Incríveis                                                         |
| 1970 | Belinda / Maria Jose (RCA)                                               | —                 | —      | —             | Os Incríveis                                                         |
| 1970 | Eu Te Amo, Meu Brasil (RCA)                                              | —                 | —      | —             | Os Incríveis                                                         |
| 1971 | Hino Nacional Brasileiro / Hino da Independência do Brasil (RCA)         | —                 | —      | —             | —                                                                    |
| 1971 | O Maior Amor do Mundo / Te Quero Ver Dançar (RCA)                        | —                 | —      | —             | 1910                                                                 |
| 1971 | Ei Bicho / Sem Vergonheira (RCA)                                         | —                 | —      | —             | 1910                                                                 |
| 1972 | Árvore / Viver (RCA)                                                     | —                 | —      | —             | —                                                                    |
| 1973 | Estrada do Sol / Ogum (RCA)                                              | —                 | —      | —             | Mingo, Nenê e Risonho                                                |
| 1973 | Gabriela / Estrada do Sol (RCA)                                          | —                 | —      | —             | Mingo, Nenê e Risonho                                                |
| 1974 | Cem Milhões de Corações / O Magnário (RCA)                               | —                 | —      | —             | —                                                                    |
| 1974 | Isso É a Felicidade / Você Vai Ser Mamãe (RCA)                           | —                 | —      | —             | Isso É a Felicidade                                                  |
| 1975 | Fim de Semana / Forró do Brás (RCA)                                      | —                 | —      | —             | Isso É a Felicidade                                                  |
| 1975 | Sei Que Bebo, Que Fumo e Que Jogo / Debaixo da Cachoeira (RCA)           | —                 | —      | —             | —                                                                    |
| 1976 | Marcas do Que Se Foi / Pindorama (RCA)                                   | —                 | —      | —             | —                                                                    |
| 1977 | O Brasil É Feito por Nós / Você Precisa Acreditar (RCA)                  | —                 | —      | —             | —                                                                    |
| 1979 | Nave da Esperança (In the Navy) / O Amor Nasceu (Born to Be Alive) (RCA) | —                 | —      | —             | Os Sucessos das Paradas                                              |

## Trilha sonora
| Detalhes                                                                                 | Melhores posições | Vendas | Certificações |
| ---------------------------------------------------------------------------------------- | ----------------- | ------ | ------------- |
| Os Incriveis Neste Mundo Louco - Lançamento: 1967 - Gravadora: Continental - Formato: LP | —                 | —      | —             |